# Eusphaeroidina
Eusphaeroidina es un género de foraminífero bentónico de la familia Sphaeroidinidae, de la superfamilia Discorboidea, del suborden Rotaliina y del orden Rotaliida. Su especie tipo es Eusphaeroidina inflata. Su rango cronoestratigráfico abarca el Holoceno.

## Clasificación
Eusphaeroidina incluye a la siguiente especie:
- Eusphaeroidina inflata